# Atabaque
Atabaque er et brasiliansk slagtøj (tromme), som ligner den afrikanske djembe eller den cubanske conga.
- Wikimedia Commons har flere filer relateret til Atabaque